# Alleghan
De Alleghan (Allewegi) waren een vroeg Indiaans volk, dat verslagen werd door de Mengwe (Irokezen) en Lenni-Lenape en verdween. Onder meer het Alleghenygebergte en de Allegheny zouden naar hen zijn vernoemd.

## Geschiedenis
Volgens de Choctaw traditie kwamen de Lenni-Lenape oorspronkelijk uit West-Amerika en trokken ze naar de oevers van de Namesi Sipu (River of Fish, visrivier, Mississippi), waar ze de Mengwe ontmoetten, én de Allegewi (Alleghan). Volgens James Athearn Jones vertelden de Lenape, dat de Alleghan een zeer machtig volk betrof, dat woonde in grote dorpen, omgeven door hoge muren. Ze waren erg lang - zo lang dat het hoofd van de langste Lenape niet tot hun armen kwam, en hun vrouwen waren groter van gestalte en hadden zwaardere ledematen dan de langste man van de confederatie van naties.
Henry Schoolcraft schreef: 'Het oudste volk van de Verenigde Staten, waarover een onderscheiden traditie bestaat, waren de Alleghan. De term is vereeuwigd in de belangrijkste bergketen die door het land loopt. Dit volk, in een lang vervlogen tijd, had haar zetel van macht in de Ohio-vallei en de zijrivieren, die de sites vormden van hun talloze steden en dorpen. Volgens de tradities van de Lenape, doorgegeven aan Moravische missionarissen (..) waren de Alleghan een sterk en machtig volk geweest, in staat tot grote inspanningen en wonderen. Er waren reuzen onder hen. De Lenapi kwamen uit het westen: toen ze de Mississippi bereikten, vonden ze er de Alleghan op de oostelijke oevers. Ze vonden er ook de Iroquois, die zij 'oom' noemen, ten noorden van hen. Een lange oorlog volgde, waarin deze twee stammen zich verbonden. Om zich te verdedigen, omgaven de Alleghan hun dorpen met loopgraven en bouwden ze fortificaties. Dit verslag is bevestigd en uitgebreid in de traditie van de Iroquois. Erdoor is de combinatie [van de strijd] van noordelijke tegen zuidelijke stammen vergroot en de macht van de laatstgenoemden, in het bouwen van forten en het daarbij horende werk, wordt als erg sterk beschouwd. Volgens beide tradities [van Lenapi en Iroquois] werd de confederatie van Alleghan uiteindelijk verslagen en de Mississippi stroomafwaarts gedreven. (..) er zijn een type archeologische sporen over, die historische bewijzen bewaren van de staat van kunsten en gewoonten van de volken, die hun eenvoudige sporen langs de oevers van de Ohio en de Mississippi achterlieten. (..) Ze [de oude Alleghan en hun bondgenoten en confederaten] waren, in werkelijkheid, de Mound Builders.'
John Heckewelder, assistent van de Moravische missionaris David Zeisberger, meldde over de Alleghan: 'Ze waren naar zeggen opmerkelijk lang en moedig, en er is een traditie dat er reuzen onder hen waren, mensen met een grotere lengte dan de langste van de Lenape'
Samen met de Mengwe zouden de Lenape de Alleghan hebben verslagen.